# Wen Jia
Wen Jia (en idioma chino:文嘉), conocido también como Xiu Cheng y Wen Shui, fue un pintor y poeta chino que vivió bajo la dinastía Ming. No se sabe la fecha exacta de su nacimiento que podría haber sido hacia el año 1501. Murió el 1583. Era originario de la provincia de Jiangsu. Su familia contaba con varios pintores —su padre era Wen Zhengming, su hermano, Wen Peng y su primo Wen Boren—.
Fue un destacado pintor de paisajes y flores que no llegó al nivel artístico de su padre. Fue maestro en una escuela y su dedicación como pintor fue tardía. Sus obras se encuentran en el Metropolitan Museum of Art de Nueva York, en el Museo de Arte de Osaka, en el Museo Guimet de París, en el Museo Nacional del Palacio de Taipéi, en el Museo del Palacio de Pekín y al Museo de Shanghái.